# 伊格爾維爾 (加利福尼亞州莫多克縣)
伊格爾維爾（英語：Eagleville）是位於美國加利福尼亞州莫多克縣的一個人口普查指定地區。

## 地理
伊格爾維爾的座標為41°18′59″N 120°06′57″W / 41.31639°N 120.11583°W，而該地最高點為海拔高度1415米（即4652英尺）。

## 人口
根據2010年美國人口普查的數據，伊格爾維爾的面積為2.512平方千米，當中陸地面積為2.512平方千米，而水域面積為0.000平方千米。當地共有人口59人，而人口密度為每平方千米23人。